# Mestna cerkev svetega Dionizija
Protestantska mestna cerkev svetega Dionizija v Esslingenu je gotska cerkev, ki stoji na južni strani Marktplatza in skupaj s katoliško cerkvijo svetega Pavla in Marijino cerkvijo (Frauenkirche) sestavlja kompleks, ki daje podobo mestu.

## Zgodovina
Kjer je danes mestna cerkev, je bila že v letih 700 zgrajena cerkev svetega Vitalisa (Sveti Vitalis I). Enoladijska dvoranska cerkev s pokopališčem je bila dolga 18 metrov in je imela pravokoten kor. Iz leta 764 je ostanek groba z relikvijo v koru, hkrati pa je kor ločen s korno pregrado. Pri raziskovanju so v koru našli 17 grobov, od tega 15 moških in dva otroška. Omembe vreden je kamen enega teh grobov z napisom IN NOMINE D(OMI)NI NORDMAN ('V imenu Gospoda, Nordman'). Ta napis, ki verjetno izvira iz druge četrtine 8. stoletja, je najstarejši srednjeveški grobni napis na območju Porenja. 
Leta 784 je umrl opat Fulrad iz samostana Saint-Denis. Iz njegovega testamenta iz leta 777 je razvidno, da je zapustil samostanu šest celic, vključno s tistimi v Esslingenu. Relikvije svetega Vitalisa, morda celo relikvije svetega Dionizija, ki so bile v Esslingenu, so omogočile razvoj trga in romanje, tako so da na koncu morali prvo cerkev svetega Vitalisa povečati.
Druga cerkev svetega Vitalisa (Sveti Vitalis II) v Esslingenu je bila zgrajena v poznem 9. stoletju. Ni bila širša od prve stavbe, a s 40 metri precej daljša, imela je prostorno dvoransko kripto. Bila je največja kamnita cerkev v tistem času v notranji Švabski. Cerkev je bila večkrat podaljšana in do konca 12. stoletja obnovljena. Med drugim je dobila južni stolp. Najkasneje do srede 12. stoletja verjetno ni imela nobenega vpliva več iz Saint-Denisa. Nejasno je, kako dolgo je ob drugi cerkvi svetega Vitalisa stal samostan ali kolegijska opatija. Cerkev sama pa je obdržala svoj pomembni položaj kot župnijska cerkev v Esslingenu za vedno.
- Izkopani temelji kora svetega Vitalisa I
- Temelji fasade svetega Vitalisa II; desno sarkofag
- Kripta svetega Vitalisa II
- Ostanki saj pričajo, da so romarji prižigali sveče

### Gradnja cerkve svetega Dionizija
Župnijsko cerkev v Esslingenu je 30. decembra 1213 kralj Friderik II. daroval kapiteljski stolnici v Speyerju, tako da bi lahko v prihodnosti prednike pokopali v Speyerju. Ta donacija Staufovcem je bila verjetno vzrok za gradnjo nove cerkve.
Kripta je bila napolnjena do 1220/1230 in kor druge cerkve svetega Vitalisa, katere ladja je ostala nespremenjena v prvih novih stavbah, je bil zgrajen v polkrogu. Nova cerkev je bila poznoromanska bazilika s tremi ladjami, z dvema vzhodnima stolpoma in korom s tremi apsidami. Iz tega časa izvirajo temelj južnega stolpa, južni kor in temelji glavne apside. Vendar pa so bili načrti kmalu preoblikovani. Kor je bil med letoma 1230 in 1240 predelan v zgodnjegotski poligonalni kor. Relikvije svetega Vitalisa in Dionizija so bile položene v novem oknu oltarja. V tem času je bil po južnem stolpu, ki je bil že zgrajen, pripravljen severni stolp. V tej fazi so bila oblikovana rajska vrata z arabeskami v timpanonu, ki so vodila v severni del dvorane kot glavni vhod v cerkev.
Okoli sredine 13. stoletja je bila porušena ladja druge cerkve svetega Vitalisa. Zgrajena je bila nova visoka gotska ladja, ki je sprva imela pet obokov. V stranskih ladjah so bila tripasovna okna. Cerkev je bila razdeljena glede na os sever–jug, ki je potekala med dvema velikima stranskima portaloma, ki sta bila takrat na sredi ladje. Leta 1263 je bila zgrajena streha. V poznem 13. stoletju načrtovan zahodni stolp s kvadratno osnovo je bil opuščen v zgodnji fazi gradnje.
Leta 1297 je poligonalni kor zamenjal kor, ki obstaja še danes. Širok je 11,3 metra, dolg 7,7 metra in nekoliko natančneje kot prejšnji obrnjen proti vzhodu. Gradnja tega velikega kora ni bila jasno vidna le v cerkvi, odstopanje od prejšnjega tudi pomeni, da je bilo treba prilagoditi višino stolpa. Severni stolp se je povečal in je zdaj visok 59 metrov. Leta 1320 je bil končan 55,5 metra visok južni stolp. Povečanje stolpov je  preobremenilo temelje, zato so bili nižja nadstropja in cerkev ogroženi.
Leta 1300 je bila ladja razširjena proti zahodu. Začela se je s prenosom obzidja in ravnjo približevanja terena. Leta 1313 je imela ladja sedem obočnih pol in je postala daljša za 13,5 metra.
Sredi 14. stoletja so južni in severni kor nadomestili z novimi v stranskih kapelah. Severni v obeh kapelah je ohranjen. Takrat je kapelo uporabljala esslingenska patricijska družina Sachs kot grobnico in se je zato imenovana tudi Saška kapela.
Leta 1352 je bila končana streha nad korom. Cerkev je zdaj dolga 70 metrov in široka 24 metrov. Leta 1450 je bila južna korna kapela nadomeščena z današnjo dvonadstropno zakristijo. Leta 1682 je bil narejen dostop do severne empore, leta 1900 pa odpravljen. Leta 1901 je bila čuvajnica, narejena v slogu lesene predalčne gradnje, nadomeščena z novo iz peščenjaka. Tudi krogovičje je iz tega obdobja.

### Zaščitni ukrepi na stolpih
Med letoma 1360 in 1370 so bile skoraj vse odprtine stolpa zazidane. Tako je cerkev izgubila del prečne ladje, ki je bila zgrajena skozi dvorano stolpa. Ta varnostni ukrep pa ni bil dovolj. Ko je severnemu stolpu grozila porušitev, je bila leta 1467 na severni strani stolpa okrepljena v kleti. Ta 13 metrov visoka in 60 cm debela utrditev je uničila poznoromanski portal. Dostop do zgornjih nadstropij severnega stolpa so zdaj oblikovali z novim spiralnim stopniščem.
Južni stolp se je postopoma nagnil do 56 centimetrov na jug. V letih 1643 do 1650 so ga poskušali poravnati z vgradnjo dveh lesenih mostov, vpetih z verigo med stolpoma. Spodnji most je bil leta 1859 odstranjen, zgornji pa leta 1900 nadomeščen z jekleno konstrukcijo, oblečeno v les. Poleg tega je bil južni stolp leta 1723 utrjen podobno kot nekoč severni stolp.

## Konstrukcija in oprema

### Zunanja oblika cerkve
- Cerkev svetega Dioniza z juga
- Ena od grobnih plošč
- Zahodni portal
- Vojni spomenik

Leta 1600 je bila cerkev siva z belimi fugami. Na južni strani cerkve, kjer je bilo nekoč pokopališče, so bili stari nagrobni napisi nameščeni na cerkveni zid. Dvojna vrata južnega portala imajo od obnove v letu 1482 znak in monogram mojstra Maxa Beblingerja; na napisu na prekladi je berljiva le beseda pestis.
Na jugovzhodnem parapetu je kip v spomin padlim v vojni 1870/71 in prvi svetovni vojni. Kip je delo Karla Donndorfa. Na zahodni fasadi je danes glavni vhod pod zgodovinsko barvno glazuro iz 1883. Razpelo in bronasta vrata so nastali leta 1960, delo Ulricha Henna.

### Notranjost

#### Glavna ladja
Stene glavne ladje s koničastimi ločnimi arkadami so neokrašene kot pri beraških redovih 13. stoletja. Ta učinek je posledica obnove iz let 1898 do 1904, ko so se izgubili strop ladje in tudi pisane stene. Strop je dobil kasetiran lesen opaž, stene svetlobnega nadstropja pa so bile oblikovane z listnatimi okraski. Srednjeveških fresk je ostalo le malo. Izvirajo iz obdobja okoli 1410/1420 in kažejo odlomke iz Leonardove legende. Ta legenda je bila prikazana kot vrsta slik na severni steni. Ohranjeni so Leonardov krst, ki ga je izvedel sveti Remigij, njegove vrline, ki jih je uporabljal za zapornike kralja Klodvika I., njegov umik v samoto, prošnja Klodviku za rešitev trpljenja žene in darovanje samostana kot hvaležnost. Cerkev je imela še do reformacije deset oltarjev, od katerih je bil eden posvečen Leonardu.
Stebri iz peščenjaka so osmerokotni. Njihove baze in kapiteli so oblikovani drugače. Na kapitelih je mogoče najti črko T, bitja, kot so kentavri in zmaji. V romanski ikonografiji so take živali pogosto predstavljale zlo, ki prihaja iz teme. V drugih kapitelih so Adam in Eva, mirno sobivanje različnih živalskih vrst in prevlada ljudi na svetu. Profiliranje arkad ustreza zasnovi arkad v sosednji cerkvi svetega Pavla.
Prižnica izvira iz pozne renesanse. Narejena je bila leta 1609, je delo neznanega mojstra, ki jo je pozneje poslikal Peter Riedlinger, ki je že leta 1604 naredil sliko za oltar. Košara prižnice je osmerokotna in ima nogo s kvadratnim tlorisom. Na akustični strehi stoji Kristus, dno je okrašeno s simboli štirih evangelistov in golobico svetega Duha. Prižnica stoji zdaj pod prvim ladijskim obokom na južni strani cerkve, ko je srednjeveška usmeritev Cerkve bolj poudarjala kor kot do 1958. Ambon je iz leta 1990 in ga je oblikoval Ulrich Nuß.
Pred oltarjem s svojim poznogotskim razpelom iz leta 1520 je krstni kamen iz leta 1965. Ulrich Henn ga je okrasil s prizori iz življenja Jezusa Kristusa. Oltar v južni stranski ladji izvira iz nekdanje dominikanske cerkve svetega Pavla. To je delo zgodnjega baroka in datira v leto 1667. Oltarna slika predstavlja Križanje pred mestom Jeruzalem. Oltar sta podarila Georg Friedrich Wagner in Elizabeth Heider.
Krogovičje v južnem portalu ima steklene slike Hansa Gottfrieda von Stockhausna iz leta 1963. 
V Mestni cerkvi svetega Dionizija so pokopali najmanj 101 človeka. Zaradi ikonoklazma so izgubili veliko nagrobnikov in epitafov. Ostal je epitaf Conrada Schloßbergerja iz pozne renesanse. Schloßberger, ki je umrl leta 1638, je bil poročen dvakrat. Tudi njegovi  ženi, Barbara Herwarth in Sabine Besserer, imata epitaf. Napis je Schloßberger naredil sam. Slike prikazujejo Jezusa in otroke ter pred njimi klečečo družino. Schloßbergerjev epitaf je na vzhodni steni severne ladje. Na severni steni je spominski kamen farmacevta Ignaza Rohra in njegove žene Agnes Heberlin. To je delo kamnoseka Kasparja van der Sitta iz Nürnberga, ki ni namenjen le 1582 umrlemu farmacevtu, ampak tudi dvornemu in württemberškemu sodelavcu. Na južni steni je epitaf esslingenskemu županu Georgu Wagnerju in njegovi ženi Anni Ursuli Cellius.

#### Orgle
Leta 1704 je bila zgrajena zahodna empora. Do takrat so bile orgle – sveti Dionizij je imel tako glasbilo od 15. stoletja – nameščene nad korno pregrado. Pod orgelsko emporo je bila druga zahodna empora. Ta je bila zgrajena leta 1727 za učence Akademije vitezov in 1910 razširjena proti jugu.
Leta 1754 je Johann Carl Sigmund Haussdörffer izdelal orgle z rokokojsko čelno stranjo. Imele so 24 registrov. Leta 1904 so bile razširjene in posodobljene, kar je bilo delo delavnice Walcker (Ludwigsburg). Stara čelna stran je ostala. Leta 1951 so dobile elektropnevmatski pogon. Leta 1964 so orgle razširili na 91 registrov. Imajo približno 6550 cevi in so druge največje orgle na Württemberškem; največje so v Ulmu. 

#### Kor
- Korna pregrada
- Obok korne pregraje
- Kropilni kamen
- Pietà

Kor je ločen s korno pregrajo od ladje. Prva korna pregrada je bila zgrajena v 14. stoletju, druga med letoma 1486 do 1489. Je delo heidelberškega kiparja Lorenza Lechlerja in ima tri koničaste loke, od katerih je srednji na dvojni krivulji označen z rakovico. Da ima protestantska cerkev korno pregrajo, je redkost. Verjetno je bil na balkonu dostop v arhivske prostore, ki so bili nekoč urejeni v južnem stolpu. Korne klopi pod korno pregrajo so sestavljene iz dveh štirisedov iz 16. stoletja z upodobitvami živali na pultu. Pietà iz časa 1490/1500 je na severni steni korne pregraje. Kdo je avtor, ni znano. Na južni strani kora je poznoromanski kropilni kamen, kjer so si duhovniki umivali roke in svete posode.
Korne klopi iz temnega hrasta so bile izdelane leta 1518, so delo lokalnih tesarjev Antona Buola in Hansa Wecha. Imajo 50 sedežev v dveh dvojnih vrstah. Med sedeži je mogoče videti skupaj 56 izklesanih glav in figur živali. Doprsni kipi očetov so sveti Hieronim in sveti Gregor na vzhodu, sveti Ambrož in sveti Avguštin na zahodu. V sredini je mogoče videti klopi s preostalimi moškimi figurami, ki jih ni mogoče prepoznati. Baldahini so iz obdobja obnove.
- Detajli kornih klopi, severna stran

Steklena okna na koru imajo okoli 280 delov, so iz srednjega veka, podrobno datiranje je sporno. Morda so nastala leta 1300 v delavnicah v Esslingenu. Zahodno južno okno je verjetno okoli 30 let mlajše. Severno okno, katerega krila so bila prenesena leta 1899 iz kora nekdanje frančiškanske cerkve, prikazuje prizore iz Jezusovega življenja, okna na severovzhodu o modrih in nespametnih devicah in apostole, mučence in preroka Ozeja. Okno na sredini ima na krilih osebe iz Stare zaveze, v notranjosti so na vsakem horizontalnem delu dogodki iz Stare in Nove zaveze. Vse slike iz Stare zaveze so rjave, z zelenim okvirjem so iz Nove zaveze. Okrasne veje v ozadju so simbolične: jabolka kažejo padec in pokvarjenost, trte so za Jezusa Kristusa in odrešenje. Vzhodno okno ima štiri enote. V tem oknu sta cerkvena zavetnika Vitalis in Dionizij. Vzhodno južno okno ima tudi ornamentne trakove iz frančiškanske cerkve. Na ogled so sliki Aristotela in Platona, cikel živali in predstavitve apostolov, pregrehe in vrline. Zahodno južno okno je nekoliko mlajše Marijino okno, ki vsebuje prizore iz Marijinega cikla.
- Detajl noge zakramentne hišice
- Križanje v glavnem oltarju
- Polaganje v grob
- Star krstilnik

Lorenz Lechler je poleg korne pregraje ustvaril še 12,5 metra visoko zakramentno hišico (tabernakelj), njen figuralni okras je bil leta 1532 zaradi ikonoklazma uničen. Kljub temu je mojstrovina iz južnonemškega kamna pozne gotike.
Že omenjeni oltar je bil narejen 1604. To je trinadstropni krilni oltar, ki sta ga poslikala Peter Riedlinger in David Mieser. Predela kaže umivanje nog in občestvo, v glavnem nadstropju je devet tabelnih slik, postaje krščanskega leta od adventa do binkošti. Poudarek je na križanju. Tri konzole nosijo tudi dva angela in poznogotski kip Vstalega. Binkoštni čudež je upodobil Lucas Osiander starejši, ki je delal v Esslingenu. Pred oltarjem je od leta 1604 mreža, ki se je prej uporabljala kot korna pregrada, zdaj varnostna ograja kora. Star krstilnik ima obliko čaše. Verjetno ga je ustvaril Hans Beblinger 1460/1470.

### Zvonovi
V severnem stolpu sta se ohranila dva zvonova iz 13. stoletja, v južnem stolpu je eden iz leta 1421 in eden iz leta 1591. V dveh stolpih visi sedem zvonov, od katerih pet lahko pozvoni hkrati.

## Muzej
V letih 1960 do 1963 so bile med namestitvijo ogrevalnega sistema arheološke raziskave območja pod cerkvijo svetega Dionizija in okoli nje. Najdbe, vključno z nagrobno ploščo (Nordman), je mogoče danes videti v arheološkem muzeju mestne cerkve. Izkopavanja pod cerkvijo so bila povod za ustanovitev oddelka za arheologijo pri državnem uradu za kulturno dediščino. 
- Območje izkopavanj pod severno ladjo
- Med temelji ladje svetega Vitalisa I in II
- Zahodna stena kripte svetega Vitalisa II z vstopom v grobnico
- Temelji stebrov današnje glavne ladje
- Relief s pletenim ornamentom
- Srednjeveški nakit
- Mavčni odlitek najdenega trupla osebe, ki je umrla zaradi kuge, iz let 1650/60
- Zemlja je polna človeških kosti